# Burg Rawa
Die Ruine der Burg Rawa, auch Burg der masowischen Fürsten in Rawa (polnisch Zamek książąt mazowieckich w Rawie) genannt, befindet sich in Rawa Mazowiecka im Powiat Rawski an der Rawka in der Woiwodschaft Łódź in Polen. 

## Geschichte
Die Burgruine basiert auf einem Ziegelsteinbau der Backsteingotik aus dem 14. Jahrhundert, der von Herzog Siemowit III. zur Verteidigung der Westflanke des Herzogtum Czersk, eines Teils des Herzogtum Masowien, erbaut wurde. Den Bau vollendete sein Sohn Siemowit IV. Später wurde die Burg Sitz der Herzöge des Herzogtum Rawa. 1462 wurde das Herzogtum Rawa in die Krone des Königreichs Polen als erledigtes Lehen inkorporiert und die Burg wurde Sitz der Woiwodschaft Rawa. 1507 brannte die Burg ab und wurde von 1517 bis 1521 wieder aufgebaut. Ab 1562 wurde auf der Burg der Rawer Schatz aufbewahrt, der der Finanzierung des Heeres der Woiwodschaft diente. 1601 wurde Carl Carlsson Gyllenhielm auf der Burg gefangen gehalten. 1655 wurde die Burg während der Schwedischen Sintflut von den Schweden erobert und niedergebrannt. Die beschädigte Burg wurde noch bis 1794 bewohnt. Danach verfiel sie zur Ruine. Die Ruine wurde in den Jahren von 1954 bis 1958 gesichert.